# 三穂田町大谷
三穂田町大谷（みほたまち おおや）は、福島県郡山市の大字である。郵便番号は963-0127。

## 地理
郡山市南西部の行政区である三穂田町に属する。北で逢瀬町多田野、北東で大槻町、南東で三穂田町駒屋、南で三穂田町八幡、西で三穂田町山口とそれぞれ隣接する。概ね市町村制施行以前の安積郡大谷村の流れを汲む地域である。一級水系阿武隈川水系笹原川左岸支流土部川上流域を主な範囲とする。北側に丘陵地がありゴルフ場が造成されているほかは平地が占め、全域にわたり水田が広がる。北側の山裾に中心集落が位置し、福島県道295号芦ノ口大槻線が東西に貫く。三穂田町富岡に所在する郡山警察署三穂田駐在所、および大槻町に所在する郡山消防署大槻基幹分署がそれぞれ管轄にあたる。

### 主な字
字
- 大谷前田
- 新田
- 東中ノ内
- 団子林
- 旱田
- 西前田

- 東前田
- 東入ノ内
- 南蟹沢
- 北向
- 三墓
- 三辻

- 二ツ坦
- 南山根
- 木葉
- 万蔵塚
- 東向
- 西向

### 河川・湖沼
一級水系阿武隈川水系
- 土部川（笹原川支流）

## 歴史
- 1879年1月27日 -福島県内における郡区町村制の施行により、旧二本松藩領大谷村が安積郡の村となる。
- 1889年4月1日 - 町村制の施行により大谷村が周辺4村と合併し安積郡穂積村が発足する。旧大谷村域は穂積村の大字となる。
- 1955年3月10日 - 三和村、安積町大字川田との合併により三穂田村が発足し、三穂田村の大字となる。
- 1965年5月1日 - 三穂田村が郡山市、安積郡全町村および田村郡田村町と合併し新たな郡山市が設立され、郡山市の大字となる。

## 世帯数と人口
2024年1月1日現在の世帯数と人口は以下の通りである。
| 大字         | 世帯数 | 人口  |
| ------------ | ------ | ----- |
| 三穂田町大谷 | 80世帯 | 210人 |

## 小・中学校の学区
市立小・中学校に通う場合、学区は以下の通りとなる。
| 番地 | 小学校             | 中学校               |
| ---- | ------------------ | -------------------- |
| 全域 | 郡山市立穂積小学校 | 郡山市立三穂田中学校 |

## 交通

### 道路
- 福島県道295号芦ノ口大槻線
- 一級市道72号三穂田熱海線
- 二級市道120号駒屋胡桃沢線
- 二級市道194号八幡片平線

## 施設等
- 大谷幼稚園
- 郡山ゴルフクラブ
- 大谷日枝神社